# هفت تکه از زمان
هفت تکه از زمان (به انگلیسی: 7 Splinters in Time) فیلمی محصول سال ۲۰۱۸ و به کارگردانی گابریل جودت وینشل است. در این فیلم بازیگرانی همچون ال ساپینزا، اشلی نیکول اندرسون، آستین پندلتن، ادواردو بالرینی، امانوئل شریکی، جولیانا کاروئلا، گرگ بنیک، لین کوئن و سارا سوکولوویچ ایفای نقش کرده‌اند.